# Agpigg
Agpigg (Ceratellopsis aculeata) är en svampart som först beskrevs av Narcisse Theophile Patouillard, och fick sitt nu gällande namn 1950 av Edred John Henry Corner. Catalogue of Life placerae agpigg i släktet Ceratellopsis och familjen Gomphaceae, medan Dyntaxa placerar den i familjen Hericiaceae. Arten är reproducerande i Sverige. Inga underarter finns listade i Catalogue of Life.